# 中島正 (農業者)
中島 正（1920年（大正9年） -  2018年（平成29年）2月）は、農業者、農業指導、自然卵養鶏法創設者。

## 経歴
岐阜県下呂市（旧金山町）出身。
陸軍工科学校を卒業。台湾軍に所属し、台湾軍司令部に勤務した。戦後、郷里して小規模農業の平飼い養鶏農業を始める。
自然卵養鶏を実践・提唱する。60年以上農業を続け、自給自足農業をしている。

## 人物
- 「薬を与えず自然を与えよ」の考えを実践し、自然環境の中で生かした自給自足・小規模養鶏を行う[2]。
- 後に自然養鶏と呼ばれ、生産された卵は自然卵と認知され、それが自然養鶏交流会が母体となり、全国自然養鶏会が結成された。
- 安藤昌益の研究家としても知られ[3]、農耕をよりどころにする生き方を自ら実践し説いている。

## 著者
- 増補版　自然卵養鶏法2001/7
- 農家が教える　自給農業のはじめ方　自然卵・イネ・ムギ・野菜・果樹・農産加工2007/10
- 自給養鶏Q&A　エサ、育すう、飼育環境、病気、経営2009/10
- みの虫革命―独立農民の書1986/3
- 都市を滅ぼせ―人類を救う最後の選択1994/10
- 今様、徒然草2009/11/1